# Charles Goold
Charles K. Goold (* um 1990 in New York City) ist ein US-amerikanischer Jazzmusiker (Schlagzeug) des Modern Jazz.

## Leben und Wirken
Charles Goold ist ein Sohn des Saxophonisten Charles „Ned“ Goold, der in den Bands von Harry Connick Jr, Jack McDuff und Vernel Fournier spielte. Er besuchte die Rutherford High School und fing zunächst an, sich autodidaktisch mit dem Schlagzeugspiel zu beschäftigen. Mit 11 Jahren begann er, öffentlich aufzutreten; seinen ersten Gig hatte er in Arturo’s Italian Restaurant mit dem Pianisten Harry Whitaker. Mit 14 Jahren spielte er erstmals mit seinem Vater in Jazzclubs wie dem Smalls (March of the Malcontents, 2005) und erhielt Unterricht bei Schlagzeugern wie Leroy Williams, Jimmy Lovelace, Jimmy Wormworth und Billy Kaye.
Goold studierte zunächst Kommunikationswissenschaft an der Temple University, um sich dann für ein Studium als Musiker zu entscheiden. Nach einem Semester am Berklee College of Music studierte er an der New Yorker Juilliard School. Während des Studiums trat er weiterhin in New York auf, u. a. mit Jon Hendricks, dem Cab Calloway Orchestra (Ghost Band), Tony Bennett, Andy Bey und Steve Nelson. Aufnahmen entstanden ab 2013 mit Musikern wie Johnny O’Neal, der JC Hopkins Biggish Band, Timothy Lee Miller, Jamale Davis, Sacha Perry und mit der Formation The Flail (mit Stephan Moutot, Dan Blankinship, Reid Taylor, Brian Marsella). Gegenwärtig leitet er die Band NuBopCity!, der Steve Nelson, Andrew Renfroe, Ned Goold und Noah Jackson (Bass) angehören; außerdem spielt er im Jazz at the Lincoln Center Orchestra von Wynton Marsalis, bei Chicago 3 +2 von Dave Schumacher, im Steve Nelson Quartet, im Luke Sellick Quartet und im Ned Goold Quartet. 2024 legte er unter eigenem Namen das Album Triptych Lespri vor.